# Boris Gidaspow
Boris Beniaminowicz Gidaspow (ros. Бори́с Вениами́нович Гида́спов, ur. 16 kwietnia 1933 w Samarze, zm. 15 sierpnia 2007 w Moskwie) – radziecki chemik i polityk.
Siostrzeniec Piotra Smirnowa. 1955 ukończył studia w Instytucie Przemysłowym im. Kujbyszewa, po czym był w nim asystentem, a od 1959 pracownikiem naukowym w Instytucie Technologicznym w Leningradzie. Od 1965 dziekan, od 1967 profesor, od 1968 kierownik katedry chemii i technologii organicznych związków azotu. 1971-1977 główny konstruktor specjalnego biura konstrukcyjnego (późniejszego Rosyjskiego Centrum Naukowego) "Tiechnochim", 1977-1985 dyrektor Państwowego Instytutu Chemii Stosowanej, 1985-1988 dyrektor generalny Państwowego Instytutu Chemii Stosowanej, 1988-1989 przewodniczący Państwowego Międzybranżowego Stowarzyszenia "Tiechnochim", a 1992-1994 jego konsultant naukowy i ekspert. 1986 brał udział w likwidacji skutków katastrofy w Czarnobylu. Od 1962 członek KPZR, 1989-1991 był ludowym deputowanym ZSRR. Od maja 1989 do września 1991 przewodniczący Komisji Weryfikacji Uprawnień Zjazdu Ludowych Deputowanych, od 12 lipca 1989 do 24 sierpnia 1991 I sekretarz Komitetu Obwodowego KPZR w Leningradzie, równocześnie od 12 listopada 1989 do 5 maja 1990 I sekretarz Komitetu Miejskiego KPZR w Leningradzie. 1990-1991 sekretarz KC KPZR, od 13 lipca 1990 do 23 sierpnia 1991 sekretarz KC KPZR. Był przeciwnikiem pierestrojki, związanym z konserwatywnym skrzydłem w KPZR.

## Odznaczenia i nagrody
- Order Lenina
- Order Rewolucji Październikowej
- Order Czerwonego Sztandaru Pracy
- Nagroda Leninowska (1976)
- Nagroda Państwowa ZSRR (1981)